# Тюлень Уэдделла
Тюле́нь Уэ́дделла (Leptonychotes weddellii), относится к семейству настоящих тюленей.
Этот вид получил своё название в честь сэра Джеймса Уэдделла, командующего промысловой экспедиции в море Уэдделла. Тюлень обычен и широко распространён по всему побережью Антарктики. Численность на сегодняшний день составляет около 0,8 млн особей.
Тюлень Уэддела достигает в длину 3,5 метра, весит до 550 кг. Может находиться под водой до 60 минут. Ловит рыбу и головоногих моллюсков на глубинах до 800 метров.
Осенью тюлени Уэддела прогрызают в молодом льду продушины, через которые дышат, сгрызая новый лёд по мере его намерзания. Поэтому у старых животных резцы и клыки бывают сломаны.

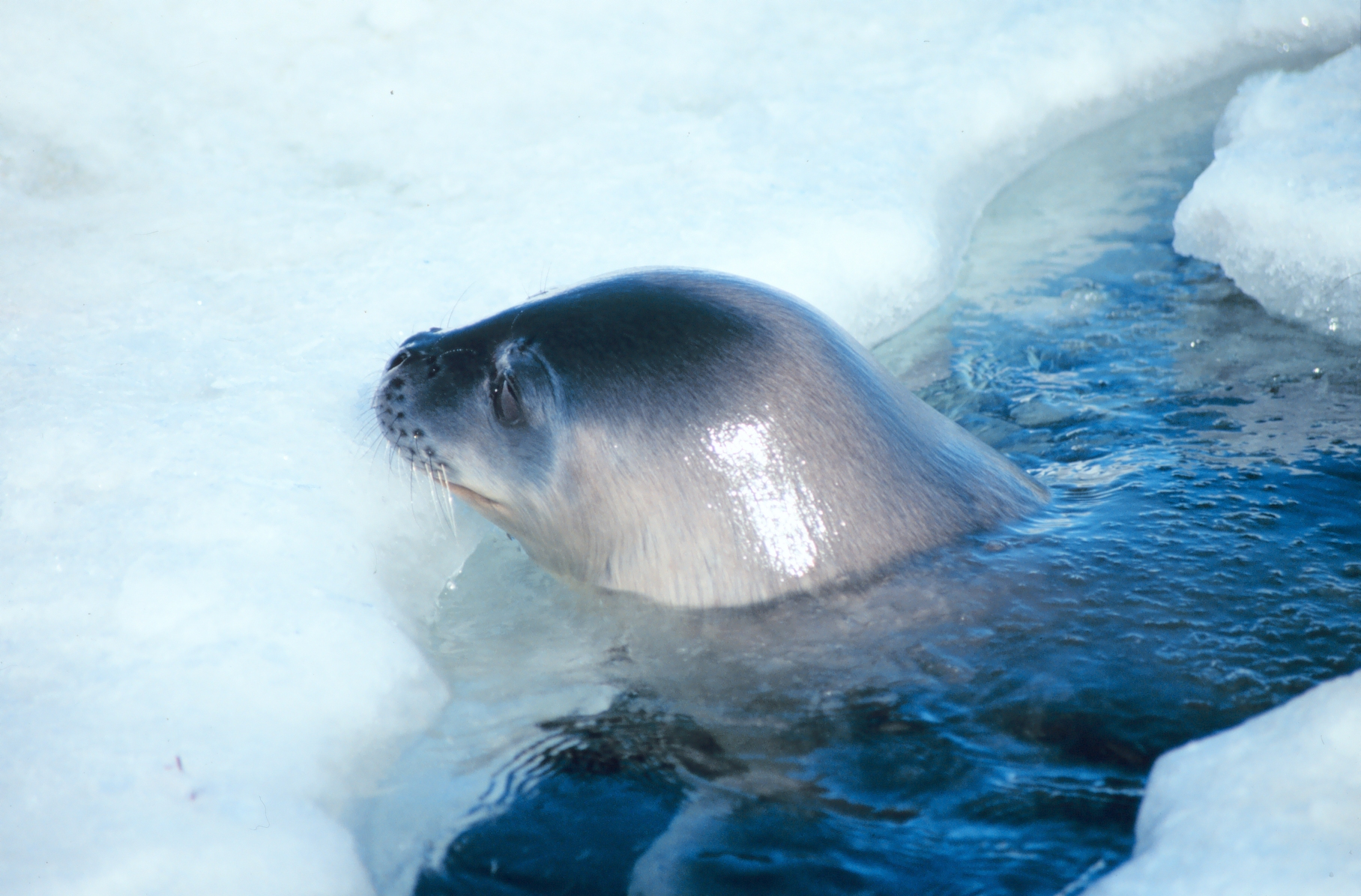
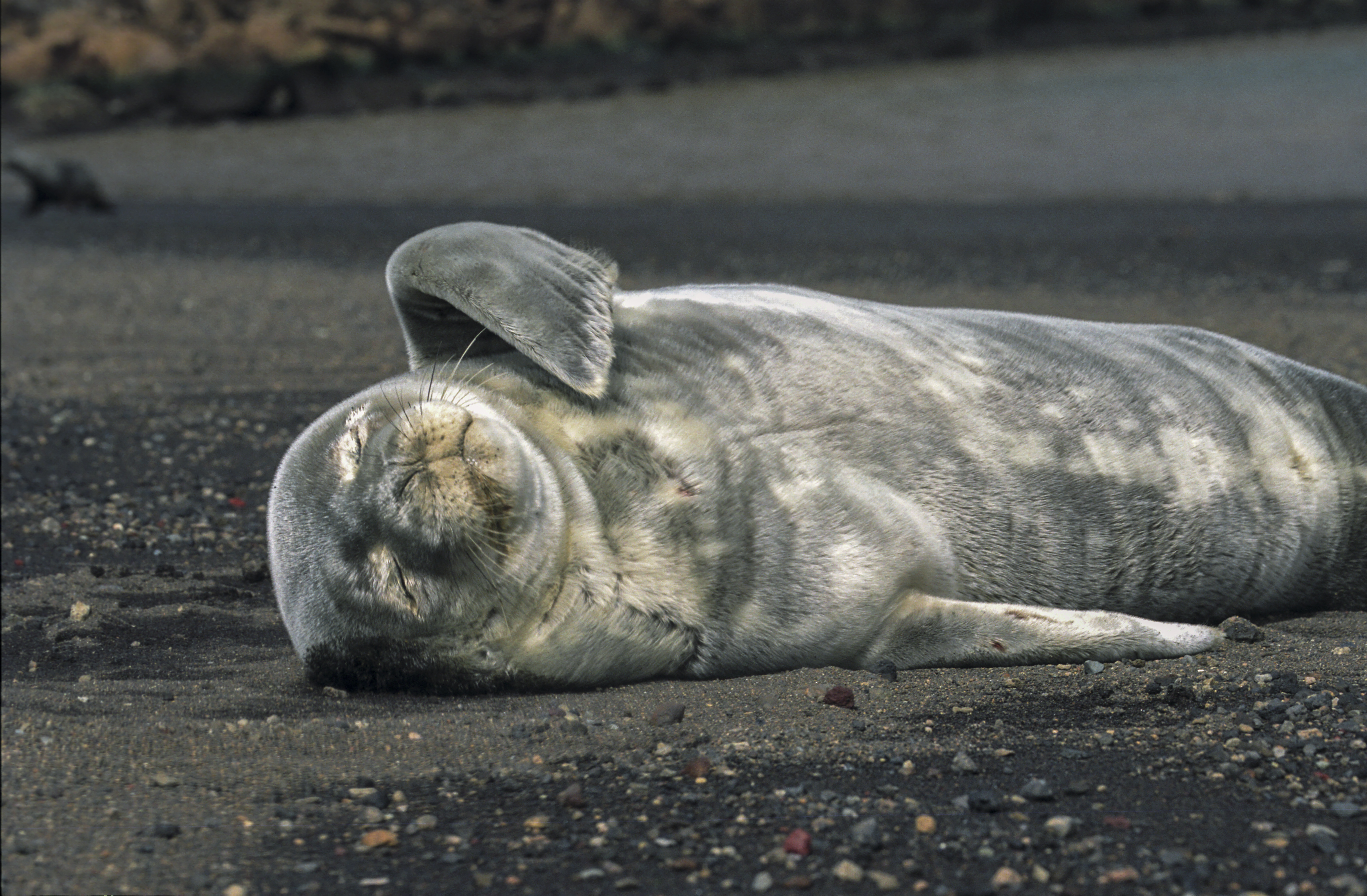